# Đừng bỏ em một mình
Đừng bỏ em một mình là một bài hát được nhạc sĩ Phạm Duy sáng tác và phổ nhạc từ bài thơ cùng tên của nhà thơ Minh Đức Hoài Trinh. Với giai điệu rùng rợn cùng lời ca ma mị, bài hát đã trở nên nổi tiếng vì sự rùng rợn, ma mị của nó qua giọng hát của ca sĩ Lệ Thu được thu thanh trước năm 1975. Ca khúc cũng đã xuất hiện trong bộ phim Con ma nhà họ Hứa của đạo diễn Lê Hoàng Hoa vào năm 1974.
Sau năm 1975, bài hát đã tiếp tục được nổi lên trở lại sau bộ phim Chuyện ma gần nhà được ra mắt trong năm 2022.

## Lịch sử

### Thơ gốc
Theo nhiều giai thoại, trong đó có kể hoàn cảnh sáng tác là khi Minh Đức Hoài Trinh đã gặp một đám tang đi qua và sau đó bà đã làm nên bài thơ "Đừng bỏ em một mình".
Tuy nhiên, trong chương trình phát thanh Thi Văn Tao Đàn năm 1995, khi được ca sĩ Hoàng Oanh hỏi về bài thơ, Minh Đức Hoài Trinh đã chia sẻ như sau: "Sự kiện thúc đẩy tôi viết bài thơ này là do một hôm đi viếng viện bảo tàng Musée du Léon ở Pháp, tôi thấy cái xác uớp khô của 1 người đàn bà 8,9 trăm năm về trước. Tôi chợt nghĩ đến con người này thời xuân trẻ có mái tóc dài buông xuống lưng. Mớ tóc còn đó khá nguyên vẹn nhưng còn được bao lâu? Tôi viết bài thơ này không phải là lời của 1 người con gái nói với 1 người con trai, mà là lời của con người bé nhỏ nói với vũ trụ đứng trước mặt đại dương mông mênh. Theo tôi không có âm thanh nào ghê rợn bằng âm thanh của búa nện trên đinh cùng nhịp điệu của tiếng cầu kinh. Phải thức suốt đêm mới hiểu được sự buốt giá của vết chân lũ hồ tinh."
Bài thơ gốc thuộc thể ngũ ngôn, gồm 10 khổ (mỗi khổ 4 câu), nhịp thơ đi đều đều. Phạm Duy đã lấy ý mà không theo sát sự sắp xếp câu trong nguyên mẫu, và dùng cách lặp đi lặp lại để tăng cảm xúc.

### Chuyển thể thành nhạc
Năm 1969, nhạc sĩ Phạm Duy phổ nhạc tác phẩm "Đừng bỏ em một mình" của nhà thơ Minh Đức Hoài Trinh thành một bài hát cùng tên, giữ lại một phần tứ thơ. Sau khi ra đời, bài hát lập tức gây tiếng vang qua giọng ca Lệ Thu. Ca khúc nằm trong cuộn băng Tiếng hát Lệ Thu - tuyển tập các sáng tác của Phạm Duy, Trịnh Công Sơn, Cung Tiến, Trường Sa... Bài hát còn được biết đến qua bản thu Thanh Lan - giọng ca đàn em của Lệ Thu.
Sau năm 1975, ca khúc đã được trình bày lại tại Paris By Night bởi Hương Giang.

## Nội dung
Bài hát có nội dung là lời kể lại của một vong hồn cô gái trẻ khi vừa mới qua đời. Ca khúc đã kể lại từ lúc nằm trong chiếc qua tài nghe âm thanh chày, búa đóng nắp hòm, tiếng cầu kinh và mùi hương khói lan tỏa xung quanh. Sau đó là ra nghĩa trang, hạ huyệt và theo thời gian cỏ dại phủ lên nấm mồ trinh nữ.
Ước muốn nhỏ nhoi của vong hồn trẻ này là van nài những người còn sống đừng bỏ cô trong nỗi cô đơn, không muốn xác thịt bị rúc rỉa và phân hủy mà không còn ai nhắc đến.

## Đánh giá
Tác giả Vũ Liên, chuyên trang Thế giới điện ảnh đã gọi phần lời là rùng rợn, âm thanh cầu cứu tuyệt vọng và giai điệu sởn gai ốc. Báo Thanh Niên có nhấn mạnh và ca ngợi ca khúc Đừng bỏ em một mình xứng đáng được bầu chọn là ca khúc "lạnh người" nhất cả về phần lời lẫn phần phối âm.
Hải Ngọc của tờ báo Lao động đã đánh giá ca khúc dù xuất hiện xuyên suốt trong bộ phim Chuyện ma gần nhà nhưng lại không gây nhàm chán cho người xem. Khi lựa chọn ca khúc nền cho bộ phim điện ảnh của mình là Chuyện ma gần nhà, đạo diễn Trần Hữu Tấn, cho rằng: "Nếu không phải Đừng bỏ em một mình, sẽ rất khó tìm ca khúc nào phù hợp hơn".

## Nhạc phim
| Năm  | Tên bộ phim       | Trình bày  | Đạo diễn     | Ghi chú |
| ---- | ----------------- | ---------- | ------------ | ------- |
| 1974 | Con ma nhà họ Hứa | Lệ Thu     | Lê Hoàng Hoa |         |
| 2022 | Chuyện ma gần nhà | Thúy Huyền | Trần Hữu Tấn |         |